# كيني جالارزا
كيني جالارزا مواليد 16 أكتوبر 1985 في بورتوريكو، هو ملاكم محترف بورتوريكي يصنف ضمن فئة وزن خفيف الوسط. حقق الميدالية البرونزية في ألعاب أمريكا الوسطى والكاريبي.

## إحصائيات
خاض خلال مسيرته 18 نزالا، فاز في 16 ولم يتعادل وخسر في 2. فاز بالضربة القاضية في 15 نزالا.

## روابط خارجية
- كيني جالارزا على موقع بوكس ريك (الإنجليزية) (registration required)